# Victor Chéronnet
Victor Chéronnet (Parijs, juni 1827 - Lausanne, 23 juni 1883) was een Frans spoorwegingenieur die actief was in diverse Europese landen.

## Biografie
Victor Chéronnet volgde technische studies aan de École des Mines in Parijs en werd nadien ingenieur. Vanaf 1852 werkte hij voor diverse spoorwegmaatschappijen in Frankrijk, Zwitserland, Spanje, Nederland en Italië. Sinds 1875 was hij in Lausanne actief bij de Chemins de fer de la Suisse Occidentale. In 1881 begeleidde hij mee de fusie met de Compagnie du chemin de fer du Simplon.